# بكتيريا أرجوانية

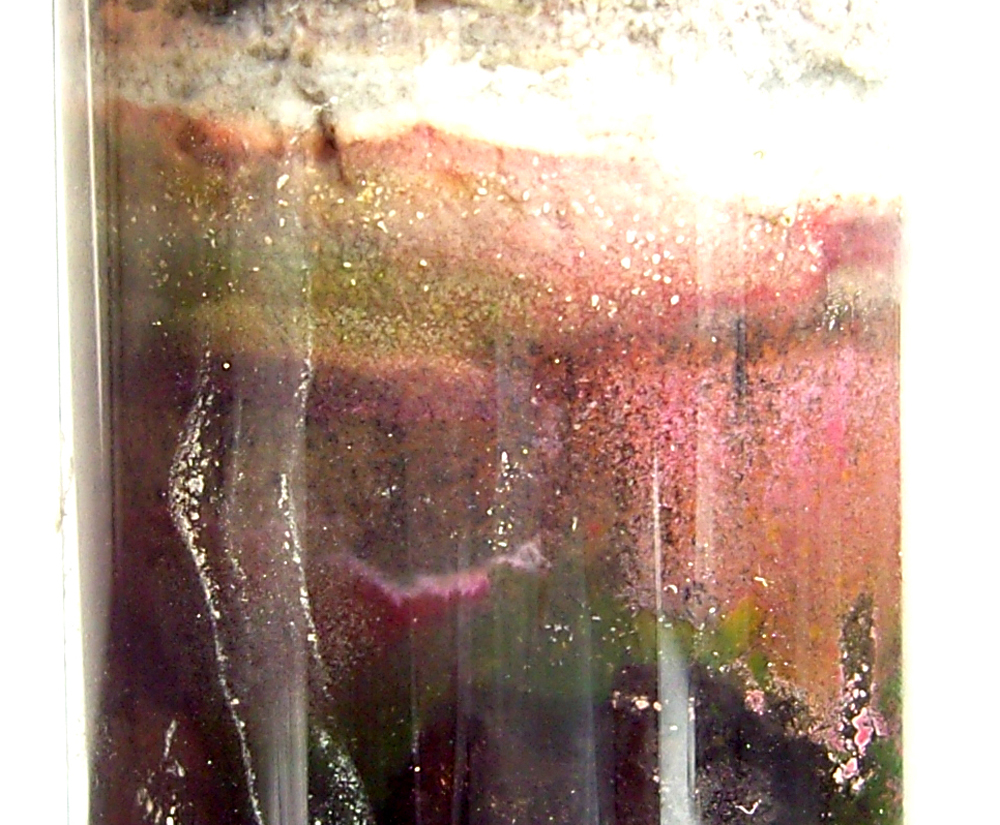
بكتيريا أرجوانية مزروعة في عمود وينوجرادسكي

البكتيريا الأرجوانية أو البكتيريا الضوئية الأرجوانية هي بكتيريا بروتينية سلبية الجرام تتغذى ضوئيًا ، وهي قادرة على إنتاج غذائها بنفسها عن طريق التمثيل الضوئي .  إنها مصبوغة بالبكتيريا الكلوروفيل أ أو ب ، إلى جانب الكاروتينات المختلفة، التي تمنحها ألوانًا تتراوح بين الأرجواني والأحمر والبني والبرتقالي. يمكن تقسيمها إلى مجموعتين - البكتيريا الكبريتية الأرجوانية ( Chromatiales ، جزئيًا) والبكتيريا الأرجوانية غير الكبريتية . البكتيريا الأرجوانية هي كائنات ضوئية خالية من الأكسجين تنتشر على نطاق واسع في الطبيعة، ولكن بشكل خاص في البيئات المائية، حيث توجد ظروف خالية من الأكسجين تساعد على تخليق أصباغها. 

## التصنيف
تنتمي جميع البكتيريا الأرجوانية إلى شعبة الزائفة الزنجارية . تم تأسيس هذه الشعبة باسم بروتيوباكتيريا بواسطة كارل ووز في عام 1987 وأطلق عليها اسم "البكتيريا الأرجوانية وأقاربها".  تتوزع البكتيريا الأرجوانية بين ثلاث فئات: البكتيريا البروتينية ألفا ، والبكتيريا البروتينية بيتا ، والبكتيريا البروتينية جاما  وتتميز كل منها بنمط ظاهري ضوئي . تحتوي كل هذه الفئات أيضًا على أعداد عديدة غير ضوئية، مثل البكتيريا المثبتة للنيتروجين Rhizobium وبكتيريا الأمعاء البشرية Escherichia coli .
توجد البكتيريا الأرجوانية غير الكبريتية في Alphaproteobacteria وBetaproteobacteria . العائلات هي: 
- فئة البكتيريا البروتينية ألفا (17 جنسًا أرجوانيًا)
  - رتبة الرودوسبيريلاس
    - عائلة Rhodospirillaceae ، على سبيل المثال Rhodospirillum rubrum
    - عائلة Acetobacteraceae ، على سبيل المثال Rhodopila globiformis

  - رتبة Hyphomicrobiales
    - عائلة Nitrobacteraceae ، على سبيل المثال Rhodopseudomonas palustris
    - عائلة Hyphomicrobiaceae ، على سبيل المثال Rhodomicrobium
    - عائلة Rhodobiaceae ، على سبيل المثال Rhodobium (جنس أرجواني واحد)

  - رتبة Rhodobacterales ، عائلة Rhodobacteraceae (3 أجناس أرجوانية)
- فئة البكتيريا البروتينية بيتا (3 أجناس أرجوانية)
  - عائلة Rhodocyclaceae ، على سبيل المثال Rhodocyclus (جنس أرجواني واحد)
  - عائلة Comamonadaceae ، على سبيل المثال Rhodoferax (جنسان أرجوانيان)

تمت تسمية بكتيريا الكبريت الأرجوانية بهذا الاسم بسبب قدرتها على إنتاج الكبريت العنصري. يتم تضمينها في فئة Gammaproteobacteria ، في العائلتين Chromatiaceae و Ectothiorhodospiraceae . في حين تقوم العائلة الأولى بتخزين الكبريت المنتج داخل الخلية، تقوم العائلة الثانية بإرسال الكبريت خارج الخلية.  وفقًا لتصنيف عام 1985، تنقسم البكتيريا الجامابروتوبكتيرية إلى ثلاثة سلالات فرعية، حيث تقع كلتا العائلتين في السلالة الأولى إلى جانب الأنواع غير الضوئية مثل Nitrosococcus oceani . 
لقد تم في وقت سابق التمييز بين ما يُعرف بالبكتيريا الكبريتية الأرجوانية والبكتيريا غير الكبريتية الأرجوانية بناءً على عدة معايير فسيولوجية دقيقة، تتعلق بالدرجة الأولى بقدرتها على تحمل واستخدام مركب الكبريتيد (H₂S)، وهو مركب كيميائي سام في تركيزات عالية ولكنه يُعد في ذات الوقت مصدرًا مهمًا للطاقة لبعض الكائنات اللاهوائية. إذ اعتُبر، بحسب ما كان سائدًا في الدراسات الأولية التي تناولت تصنيف هذه البكتيريا، أن البكتيريا الكبريتية الأرجوانية تتميز بقدرتها الكبيرة على تحمل تركيزات من الكبريتيد تصل إلى مستويات المليمول (mM)، ليس هذا فحسب، بل إنها تقوم بعملية أكسدة للكبريتيد وتحويله إلى كرات من الكبريت (S⁰) تُخزن داخل الخلايا، مما يوفر لها مصدرًا للطاقة أو للاستخدام في وقت لاحق بحسب متغيرات البيئة المحيطة.
أما في المقابل، فقد اعتُقد أن البكتيريا غير الكبريتية الأرجوانية، والتي تشترك في العديد من الصفات الشكلية والتمثيلية الأخرى، لا تملك هذه القدرة، أي أنها لا تتحمل الكبريتيد بنفس الكفاءة، ولا تقوم بتخزين كرات الكبريت داخليًا، مما جعلها تُصنف ككيان مستقل عن الأولى، وهو ما كان يُنظر إليه على أنه اختلاف أساسي يُبرر الفصل بين المجموعتين على المستوى التصنيفي والوظيفي.
إلا أن هذا النموذج التصنيفي القائم على الفرضيات الفسيولوجية لم يكن مطلقًا أو غير قابل للطعن العلمي، بل كان عرضة للنقد والتعديل، وقد تم بالفعل دحض هذه الرؤية التقليدية من خلال سلسلة من التجارب الكيميائية الكلاسيكية التي أُجريت في عام 1972 بواسطة الباحثين هانسن وفان جيمردين، حيث أظهرت نتائج تجاربهما أن عددًا غير قليل من أنواع البكتيريا الأرجوانية غير الكبريتية قادر على النمو في وجود تركيزات منخفضة من الكبريتيد تصل إلى 0.5 مليمول، وهو ما يُعد تركيزًا ذا أهمية فسيولوجية، حيث إن هذه البكتيريا لا تكتفي بتحمل الكبريتيد، بل تقوم فعليًا بأكسدته إلى عدة أشكال كيميائية مختلفة مثل الكبريت العنصري (S⁰)، أو رباعي الثيونات (S₄O₆²⁻)، أو حتى الكبريتات (SO₄²⁻)، مما يشير إلى وجود مسارات أيضية مشابهة أو متقاربة بين النوعين.
ورغم أن هذا الاكتشاف أضعف من صلاحية التصنيف السابق، إلا أن هناك فارقًا حاسمًا لا يزال يُميز بين هذين النمطين من البكتيريا، وهو أن الكبريت العنصري (S⁰) الناتج من عملية أكسدة الكبريتيد لدى البكتيريا غير الكبريتية الأرجوانية لا يتم تخزينه داخل الخلايا كما هو الحال لدى النوع الآخر، بل يتم ترسيبه خارج الخلية في الوسط المحيط، مما يُظهر سلوكًا فسيولوجيًا مميزًا. وهذا النمط من السلوك، حتى وإن وُجدت بعض الاستثناءات له مثلما هو الحال في عائلة Ectothiorhodospiraceae، إلا أنه يُعد القاعدة العامة.
ولذلك، فإذا ما تم زرع هذه البكتيريا ونمت في بيئة تحتوي على الكبريتيد، فإن عملية التمييز بين البكتيريا الكبريتية الأرجوانية وغير الكبريتية تصبح ممكنة على المستوى المجهري عبر ملاحظة تكون الكريات الصغيرة المجهرية من الكبريت العنصري (S⁰)، والتي تُخزن داخليًا لدى الأولى وتُطرح خارج الخلية لدى الثانية، وهو ما يُعد دليلاً بصريًا واضحًا وقابلًا للملاحظة باستخدام تقنيات التصوير المجهري الدقيقة، مما يجعل هذا الأسلوب وسيلة فعالة لتصنيف هذه الكائنات الدقيقة حتى في ظل تداخل بعض الصفات الأخرى.

## الاسْتِقْلاب
تتمتع البكتيريا الأرجوانية بالقدرة على أداء مسارات أيضية مختلفة تسمح لها بالتكيف مع الظروف البيئية المختلفة وحتى القاسية. إنها في الأساس كائنات ذاتية التغذية ضوئيًا ، ولكن من المعروف أيضًا أنها كائنات ذاتية التغذية كيميائية وغير ذاتية التغذية ضوئيًا . نظرًا لأن تخليق الصبغة لا يحدث في وجود الأكسجين، فإن النمو الضوئي يحدث فقط في ظروف خالية من الأكسجين والضوء.  ومع ذلك، يمكن للبكتيريا الأرجوانية أيضًا أن تنمو في البيئات المظلمة والسامة. في الواقع، يمكن أن تكون كائنات مختلطة التغذية ، قادرة على التنفس الهوائي واللاهوائي أو التخمير  بناءً على تركيز الأكسجين وتوافر الضوء. 

### البناء الضوئي

#### وحدة التمثيل الضوئي

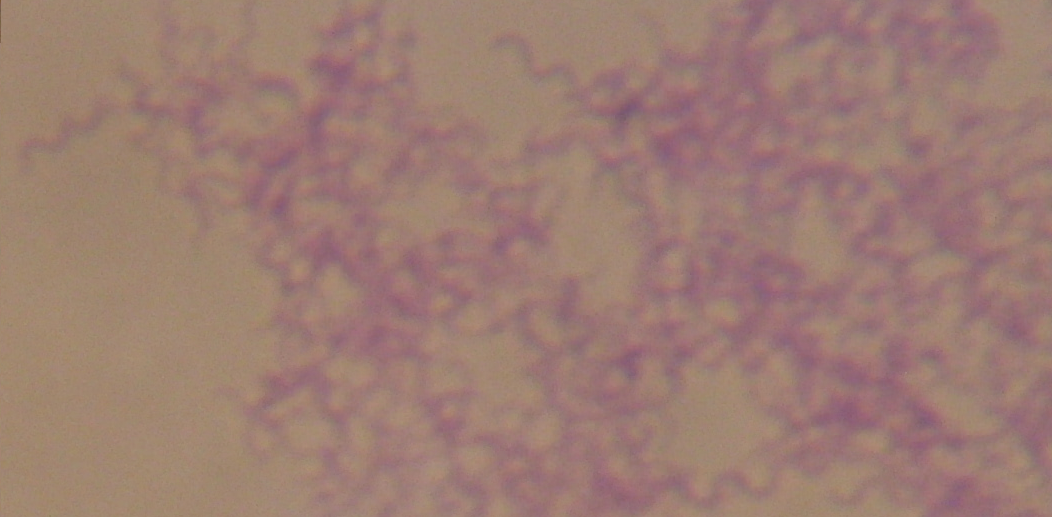
البكتيريا الأرجوانية غير الكبريتية Rhodospirillum

تستخدم البكتيريا الأرجوانية الكلوروفيل البكتيري والكاروتينات للحصول على طاقة الضوء اللازمة لعملية التمثيل الضوئي. تحدث عملية نقل الإلكترون والتفاعلات الضوئية عند غشاء الخلية في وحدة التمثيل الضوئي التي تتكون من معقدات حصاد الضوء LHI وLHII ومركز التفاعل الضوئي حيث يحدث تفاعل فصل الشحنة.  تقع هذه الهياكل في الغشاء داخل السيتوبلازم، وهي مناطق من الغشاء السيتوبلازمي ملتوية لتكوين أكياس حويصلية أو أنابيب أو صفائح صفائحية أحادية الزوج أو مكدسة والتي لها سطح متزايد لتعظيم امتصاص الضوء.  تشارك مجمعات حصاد الضوء في نقل الطاقة إلى مركز التفاعل . وهي عبارة عن مجمعات بروتينية غشائية متكاملة تتكون من وحدات أحادية من البروتينات ألفا وبيتا، حيث يرتبط كل منها بجزيئات الكلوروفيل البكتيري والكاروتينات بطريقة غير تساهمية. يرتبط LHI بشكل مباشر بمركز التفاعل ويشكل حوله هيكلًا يشبه الحلقة البوليمرية. يبلغ الحد الأقصى لامتصاص LHI 870 nm ويحتوي على معظم الكلوروفيل البكتيري لوحدة البناء الضوئي. يحتوي LHII على كمية أقل من الكلوروفيل البكتيري، وله حد أقصى أقل للامتصاص (850 nm) ولا يوجد في جميع البكتيريا الأرجوانية.  علاوة على ذلك، تظهر الوحدة الضوئية الموجودة في البكتيريا الأرجوانية مرونة كبيرة، حيث تكون قادرة على التكيف مع ظروف الإضاءة المتغيرة باستمرار. في الواقع، هذه الكائنات الحية الدقيقة قادرة على إعادة ترتيب تركيب وتركيز الصبغات، وبالتالي طيف الامتصاص، استجابة لتغير الضوء. 

#### الآلية
تستخدم البكتيريا الأرجوانية النقل الإلكتروني الدوري الذي تحركه سلسلة من تفاعلات الأكسدة والاختزال .  تقوم مجمعات حصاد الضوء المحيطة بمركز التفاعل (RC) بحصاد الفوتونات في شكل طاقة رنين، مما يؤدي إلى إثارة أصباغ الكلوروفيل P870 أو P960 الموجودة في RC. تنتقل الإلكترونات المثارة من P870 إلى الكينونات Q A و Q B ، ثم تنتقل إلى السيتوكروم bc 1 ، السيتوكروم c <sub id="mw3Q">2</sub> ، ثم تعود إلى P870. يجذب الكينون المختزل Q B بروتونين سيتوبلازميين ويصبح QH 2 ، وفي النهاية يتأكسد ويطلق البروتونات التي يتم ضخها إلى السيتوبلازم بواسطة مركب السيتوكروم bc 1.   يؤدي فصل الشحنة الناتج بين السيتوبلازم والمحيط الخلوي إلى توليد قوة دافعة للبروتون تستخدمها إنزيم ATP synthase لإنتاج طاقة ATP .  

### متبرعون بالإلكترونات لعملية البناء
البكتيريا الأرجوانية لا تنتج الأكسجين لأنها لا تستخدم الماء كمصدر للإلكترون لإنتاج الأكسجين. تستخدم بكتيريا الكبريت الأرجوانية (PSB) الكبريتيد ، أو الكبريت ، أو الثيوكبريتات ، أو الهيدروجين كمتبرعين للإلكترونات.  بالإضافة إلى ذلك، تستخدم بعض الأنواع الحديد الثنائي كمصدر للإلكترون، ويمكن لسلالة واحدة من Thiocapsa استخدام النتريت .  أخيرًا، حتى لو كانت بكتيريا الكبريت الأرجوانية عادةً ذاتية التغذية الضوئية، فإن بعضها غير ذاتية التغذية ضوئيًا وتستخدم مصادر كربون مختلفة ومانحين للإلكترونات مثل الأحماض العضوية. تستخدم البكتيريا الأرجوانية غير الكبريتية عادةً الهيدروجين كمُعطي للإلكترون، ولكن يمكنه أيضًا استخدام الكبريتيد بتركيزات أقل مقارنةً بـ PSB ويمكن لبعض الأنواع استخدام الثيوكبريتات أو الحديدوز كمُعطي للإلكترون.  على النقيض من البكتيريا الكبريتية الأرجوانية، فإن البكتيريا غير الكبريتية الأرجوانية هي في الغالب غيرية التغذية الضوئية ويمكنها استخدام مجموعة متنوعة من المركبات العضوية كمصدر للإلكترون ومصدر للكربون، مثل السكريات والأحماض الأمينية والأحماض العضوية والمركبات العطرية مثل التولوين أو البنزوات.
تفتقر البكتيريا الأرجوانية إلى حاملات الإلكترون الخارجية لتقليل NAD(P) + تلقائيًا إلى NAD(P)H، لذلك يجب عليها استخدام الكينونات المختزلة لديها لتقليل NAD(P) + بشكل داخلي . يتم تشغيل هذه العملية بواسطة القوة الدافعة للبروتون وتسمى تدفق الإلكترون العكسي . 

### توزيع
تعيش البكتيريا الأرجوانية في البيئات المائية والبرية المضيئة الخالية من الأكسجين. حتى لو كانت المجموعتان الرئيسيتان من البكتيريا الأرجوانية، بكتيريا الكبريت الأرجوانية والبكتيريا غير الكبريتية الأرجوانية، تتعايشان في بعض الأحيان في نفس الموطن، إلا أنهما تحتلان أماكن مختلفة. تعتبر البكتيريا الكبريتية الأرجوانية كائنات ذاتية التغذية قوية ولا تتكيف مع التمثيل الغذائي الفعال والنمو في الظلام. من ناحية أخرى، تعتبر البكتيريا الأرجوانية غير الكبريتية كائنات ضوئية ذاتية التغذية قوية، حتى لو كانت قادرة على التغذية الضوئية، ومجهزة للعيش في البيئات المظلمة. يمكن العثور على بكتيريا الكبريت الأرجوانية في أنظمة بيئية مختلفة تحتوي على ما يكفي من الكبريتات والضوء، على سبيل المثال البحيرات الضحلة الملوثة بمياه الصرف الصحي أو المياه العميقة للبحيرات، حيث يمكن أن تزدهر. يمكن أيضًا العثور عليها في الحصائر الميكروبية حيث تتحلل الطبقة السفلية ويحدث اختزال الكبريتات. 
يمكن العثور على البكتيريا الأرجوانية الخالية من الكبريت في البيئات المضيئة والمظلمة التي تفتقر إلى الكبريتيد . ومع ذلك، فإنها نادراً ما تشكل أزهارًا ذات تركيز عالٍ بما يكفي لتكون مرئية بدون تقنيات الإثراء. 
لقد طورت البكتيريا الأرجوانية استراتيجيات فعالة لعملية التمثيل الضوئي في البيئات القاسية، وهي ناجحة جدًا في الموائل القاسية. في ستينيات القرن العشرين، تم اكتشاف أولى الكائنات المحبة للملوحة والحمضية من جنس Ectothiorhodospira . في ثمانينيات القرن العشرين، تم عزل Thermochromatium tepidum ، وهي بكتيريا أرجوانية محبة للحرارة يمكن العثور عليها في الينابيع الساخنة في أمريكا الشمالية ، لأول مرة. 

### الدورات البيوكيميائية
تشارك البكتيريا الأرجوانية في الدورات البيوكيميائية للعناصر الغذائية المختلفة. في الواقع، فهي قادرة على تثبيت الكربون ضوئيًا ذاتيًا، أو استهلاكه ضوئيًا غيريًا؛ وفي كلتا الحالتين في ظروف خالية من الأكسجين. ومع ذلك فإن الدور الأكثر أهمية يلعبه استهلاك كبريتيد الهيدروجين : وهي مادة شديدة السمية للنباتات والحيوانات والبكتيريا الأخرى. يؤدي أكسدة كبريتيد الهيدروجين بواسطة البكتيريا الأرجوانية إلى إنتاج أشكال غير سامة من الكبريت، مثل الكبريت العنصري والكبريتات. 
بالإضافة إلى ذلك، فإن جميع البكتيريا الأرجوانية غير الكبريتية تقريبًا قادرة على تثبيت النيتروجين ( N2 + 8 H+ → 2 NH3 + H2 )،  و Rhodopseudomonas sphaeroides ، وهي بروتيوباكتر ألفا، قادرة على اختزال النترات إلى نيتروجين جزيئي عن طريق نزع النتروجين . 

### المنافذ البيئية

#### كمية ونوعية الضوء
وقد أظهرت العديد من الدراسات أنه تم ملاحظة تراكم قوي للبكتيريا الكبريتية الضوئية على عمق يتراوح بين 2 و 20 متر (6 قدم 7 بوصة و 65 قدم 7 بوصة) عميقًا، وفي بعض الحالات حتى 30 م (98 قدم) من البيئات السطحية.  يرجع هذا إلى حقيقة أنه في بعض البيئات، يختلف نفاذ الضوء لمجموعات مختلفة من بكتيريا الكبريت الضوئية بكثافة تتراوح من 0.015 إلى 10%  وعلاوة على ذلك، تم العثور على الكروماتيا في بيئات كيميائية لأكثر من 20 م (66 قدم) الأعماق. يشير الارتباط بين عملية التمثيل الضوئي غير المؤكسج وتوافر الإشعاع الشمسي إلى أن الضوء هو العامل الرئيسي الذي يتحكم في جميع أنشطة البكتيريا الكبريتية الضوئية. تمتد كثافة المجتمعات السطحية من البكتيريا الكبريتية الضوئية إلى ما هو أبعد من نطاق عمق 10 سـم (3.9 بوصة)  بينما السكان الأقل كثافة (الموجودين في البحر الأسود (0.068–0.94 μg BChle/dm 3 ) متناثر على فترة زمنية قدرها 30 م (98 قدم) .  تعيش مجتمعات البكتيريا الكبريتية الضوئية الموجودة في الرواسب الساحلية للشواطئ الرملية أو المالحة أو الموحلة في بيئة ذات تدرج ضوئي أعلى، مما يحد من النمو إلى أعلى قيمة بين1.5–5 مـم (1⁄16–3⁄16 بوصة) الرواسب.  وفي الوقت نفسه، تصل كثافة الكتلة الحيوية إلى 900 يمكن الحصول على ملغ من الكلوروفيل البكتيري/دسم -3 في هذه الأنظمة الأخيرة. 

#### درجة الحرارة والملوحة
تتشكل البكتيريا الكبريتية الأرجوانية (مثل البكتيريا الكبريتية الخضراء ) عادةً في النظم البيئية المائية غير الحرارية، ولكن تم العثور على بعض أعضائها في الينابيع الساخنة.  على سبيل المثال، يمكن العثور على Chlorobaculum tepidum فقط في بعض الينابيع الساخنة في نيوزيلندا عند قيمة pH تتراوح بين 4.3 و6.2 ودرجة حرارة أعلى من 56 °م (133 °ف) . تم العثور على مثال آخر، وهو Thermochromatium tepidum ، في العديد من الينابيع الساخنة في غرب أمريكا الشمالية عند درجات حرارة أعلى من 58 °م (136 °ف) وقد تمثل أكثر أنواع الزائفة الزنجارية المحبة للحرارة الموجودة.  من بين بكتيريا الكبريت الأرجوانية، غالبًا ما يتم العثور على العديد من أعضاء عائلة Chromatiaceae في المياه العذبة والبيئات البحرية. حوالي 10 أنواع من الفصيلة Chromatiaceae محبة للملوحة. 

#### التغذية المتزامنة والتكافل
مثل بكتيريا الكبريت الخضراء ، فإن بكتيريا الكبريت الأرجوانية قادرة أيضًا على التعايش ويمكنها إنشاء ارتباطات مستقرة بسرعة  بين بكتيريا الكبريت الأرجوانية الأخرى والبكتيريا المختزلة للكبريت أو الكبريتات. تعتمد هذه الارتباطات على دورة الكبريت وليس مركبات الكربون. وبالتالي، يحدث نمو متزامن لشريكين بكتيريين، يتم تغذيتهما عن طريق أكسدة الكربون العضوي والركائز الخفيفة. أشارت التجارب التي أجريت على الكروماتيا إلى أن التجمعات الخلوية المكونة من بروتيوباكتيريوم ديسلفوكابسا ثيوزيموجينيس المختزل للكبريتات وخلايا صغيرة من الكروماتيا قد لوحظت في الطبقة الكيميائية لبحيرة ميروميتيكية جبلية. 

## تاريخ
البكتيريا الأرجوانية كانت أول البكتيريا التي تم اكتشافها  للقيام بعملية البناء الضوئي دون الحصول على ناتج ثانوي للأكسجين. وبدلا من ذلك، فإن منتجهم الثانوي هو الكبريت. وقد تم إثبات ذلك من خلال تحديد ردود أفعال البكتيريا تجاه تركيزات مختلفة من الأكسجين. وتبين أن البكتيريا تتحرك بسرعة بعيدًا عن أدنى أثر للأكسجين. بعد ذلك تم أخذ طبق من البكتيريا، وتم تسليط الضوء على جزء واحد من الطبق، وترك الباقي مظلما. وبما أن البكتيريا لا تستطيع البقاء على قيد الحياة بدون الضوء، فقد انتقلت جميع البكتيريا إلى دائرة الضوء، وأصبحت مزدحمة للغاية. إذا كان المنتج الثانوي للبكتيريا هو الأكسجين، فإن المسافات بين الأفراد ستصبح أكبر وأكبر مع إنتاج المزيد من الأكسجين. ولكن بسبب سلوك البكتيريا في الضوء المركّز، استنتج أن المنتج الثانوي لعملية التمثيل الضوئي للبكتيريا لا يمكن أن يكون الأكسجين.[بحاجة لمصدر]
في مجلة Frontiers in Energy Research لعام 2018 اقترح أن البكتيريا الأرجوانية يمكن استخدامها كمصفاة حيوية .  

## تطور
افترض الباحثون أن بعض البكتيريا الأرجوانية مرتبطة بالميتوكوندريا ، وهي بكتيريا تكافلية موجودة في الخلايا النباتية والحيوانية اليوم وتعمل كعضيات. تشير المقارنات بين بنية البروتين الخاصة بهم إلى وجود سلف مشترك. 